# Arminius (Zeitschrift)
Arminius (benannt nach dem Cheruskerfürsten Arminius) war eine nationalrevolutionäre Zeitschrift in der Zeit der Weimarer Republik. Der Arminius war die Nachfolgezeitschrift von Die Standarte. Wochenschrift des neuen Nationalismus. Als Herausgeber firmierte Helmut Franke. Zu den Mitherausgebern zählte zeitweise auch Ernst Jünger. Sie erschien wöchentlich vom 23. Januar 1926 bis 11. September 1927. Der Untertitel lautete Kampfschrift für deutsche Nationalisten, als Beilage war das Mitteilungsblatt des Frontkriegerbundes enthalten. Sitz der Zeitschrift war München, Kurfürstenstraße. 
Der Arminius verstand sich als 
- „die einzige von keinem Bund und keiner Partei abhängige Wochenschrift der Nationalisten“
- „die Zeitschrift der Reformatoren innerhalb der Parteien und Bünde“
- „der Kritiker der bisherigen Methoden der nationalen Politik“

In der Zeitschrift wurde ein neuer Nationalismus propagiert, für den insbesondere die Erlebnisse des Ersten Weltkrieges prägend waren, der sich jedoch von dem antisemitischen Begriff der Nationalsozialisten unterscheidet. Unter den Autoren waren neben Ernst Jünger auch Friedrich Georg Jünger und Friedrich Hielscher.
Die Zeitschrift ist in der Bayerischen Staatsbibliothek (Signatur: Rar. 2276) sowie als Mikroform in der Staatsbibliothek zu Berlin (Signatur: Rx 400/15) vorhanden.  